# Boussoukoula
Boussoukoula è un dipartimento del Burkina Faso classificato come comune, situato nella provincia di Noumbiel, facente parte della Regione del Sud-Ovest.
Il dipartimento si compone del capoluogo e di altri 36 villaggi: Baheldouo, Bidardouo, Binissira, Bobera, Boladouo, Bonkolou, Bonkolou-Tolkahoun, Bountara, Dallera–Helmira, Donafara, Foumera, Gongonkar, Kalamkporo, Kimtara, Konkera, Kosso–Tier, Kosso-You, Kpambilou, Kpaon, Lankardouo, Nambouna-Boptara, Nepelimpira, Niobouro, Nobrodouo, Noperdouo, Paradouo, Pobanseo, Prounkera, Setadouo, Sikati, Tambilou, Tiempara, Tifrodouo, Tiokpolo, Vinadouo e Yelhourodouo.